# Xenochrophis maculatus
Espèce
Synonymes
- Tropidonotus maculatus Edeling, 1864

Statut de conservation UICN

 LC  : Préoccupation mineure
Xenochrophis maculatus est une espèce de serpents de la famille des Natricidae. 

## Répartition
Cette espèce se rencontre, :
- en Indonésie sur les îles de Bornéo, de Sumatra et de Belitung ;
- en Indonésie dans les îles Natuna et les îles Riau ;
- au Brunei ;
- en Malaisie péninsulaire et en Malaisie orientale.

Sa présence est incertaine à Singapour.

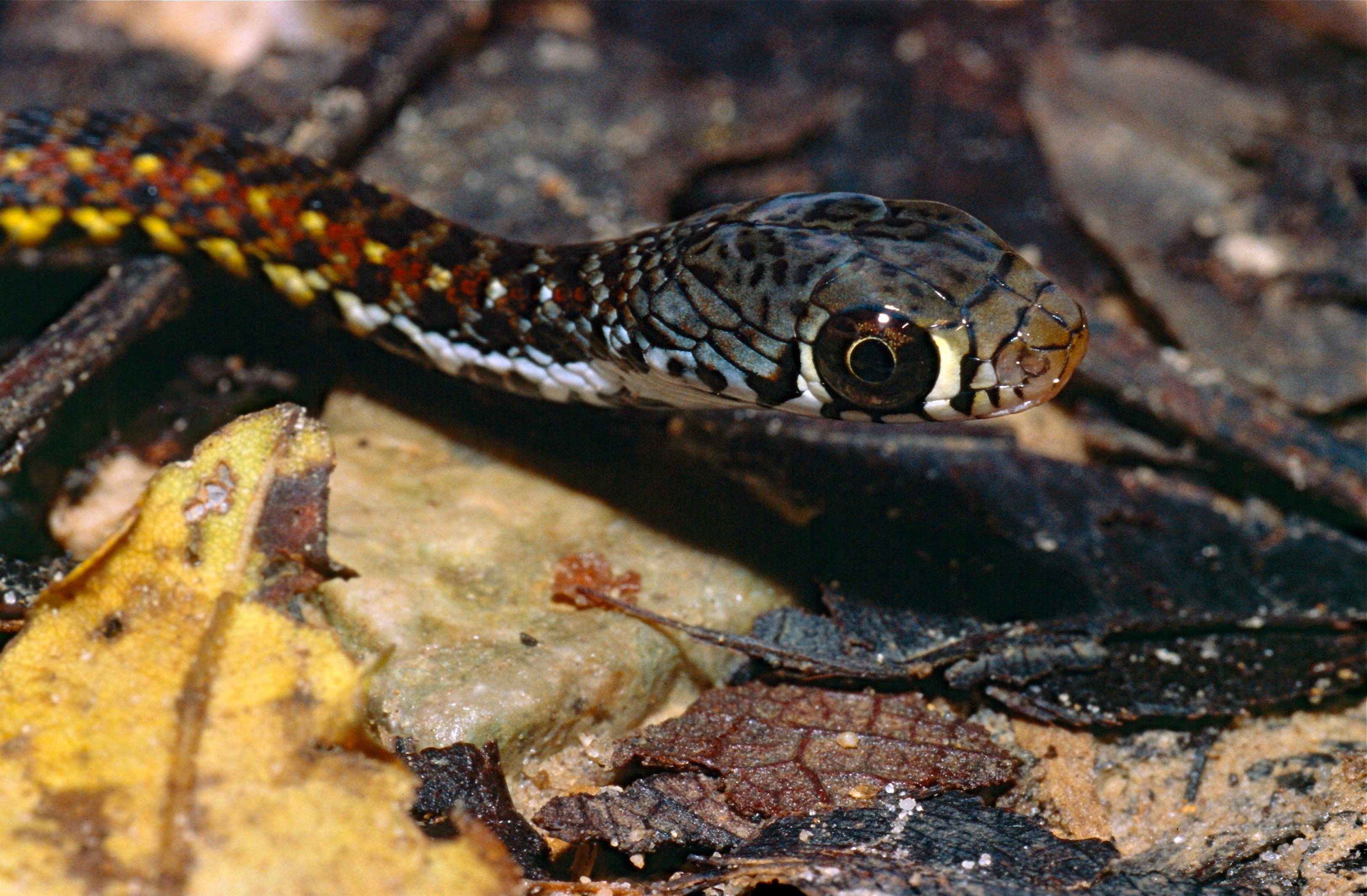
Xenochrophis maculatus juvénile

## Publication originale
- Edeling, 1865 "1864" : Recherches sur la faune erpétologique de Bornéo. Nederlandsch Tijdschrift voor De Dierkunde, vol. 2, p. 200-204 (texte intégral).